# Буда Волчковская
Буда Волчковская (укр. Буда Вовчківська) — село, входит в Полесский район Киевской области Украины.
Население по переписи 2001 года составляло 36 человек. Почтовый индекс — 07044. Телефонный код — 4592. Занимает площадь 4 км². Код КОАТУУ — 3223581602.

## Местный совет
07044, Київська обл., Поліський р-н, с. Вовчків, вул. Жовтнева, 33

## Известные уроженцы
- Косенчук, Пётр Яковлевич (1902—1945) — участник Великой Отечественной войны 1941—1945 гг., полный кавалер ордена Славы.